# Piechota zmotoryzowana

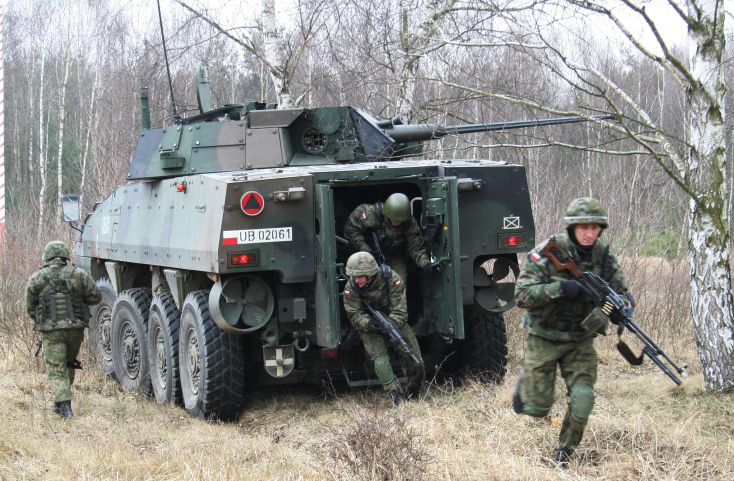
Desant piechoty zmotoryzowanej z transportera opancerzonego KTO Rosomak

Piechota zmotoryzowana – rodzaj piechoty wykorzystującej jako środek transportu samochody terenowe, transportery opancerzone i bojowe wozy piechoty. Współcześnie wchodzi zazwyczaj w skład wojsk zmechanizowanych.

## Charakterystyka
W zależności od rodzaju wyposażenia piechota zmotoryzowana może przemieszczać się na środkach transportu i walczyć po spieszeniu, walczyć przy wsparciu tychże środków, lub walczyć na transporterach opancerzonych bez spieszania. Dysponując nowoczesnym uzbrojeniem jest zdolna do ścisłego współdziałania z czołgami, oraz do prowadzenia wszystkich rodzajów i form walki.
Jednostki piechoty zmotoryzowanej mogą działać w różnym terenie i warunkach pogodowych. Są zdolne do realizowania wielu zadań w całym spektrum konfliktu, szczególnie w działaniach innych niż wojna (działania na rzecz wsparcia pokoju).
Z powodu ich zdolności do przerzutu mogą być dominującym rodzajem wojsk w szybko rozwijających się działaniach. W takich przypadkach mogą wcześnie przejmować inicjatywę, opanować i utrzymać teren oraz zmasowanym ogniem zatrzymać przeciwnika. Są szczególnie przydatne do działań w trudnym terenie, miastach lub terenie zabudowanym. Jednostki te mogą przenikać i szybko poruszać się w strefie tyłowej przeciwnika w celu wykonania zadań w połączeniu z wojskami pancernymi i zmechanizowanymi. 
Jednostki piechoty zmotoryzowanej osiągają zamierzone efekty poprzez zastosowanie organicznych i wspierających sił i systemów uzbrojenia. 

### Klasyfikacja
Piechota zmotoryzowana to część składowa wojsk nieopancerzonych (obok pododdziałów desantowo-szturmowych i powietrznodesantowych oraz jednostek piechoty górskiej).
Przy innym podziale wchodzi w skład jednostek walczących (obok wojsk pancernych i zmechanizowanych, piechoty górskiej, desantowo szturmowych i kawalerii powietrznej).

## Historia

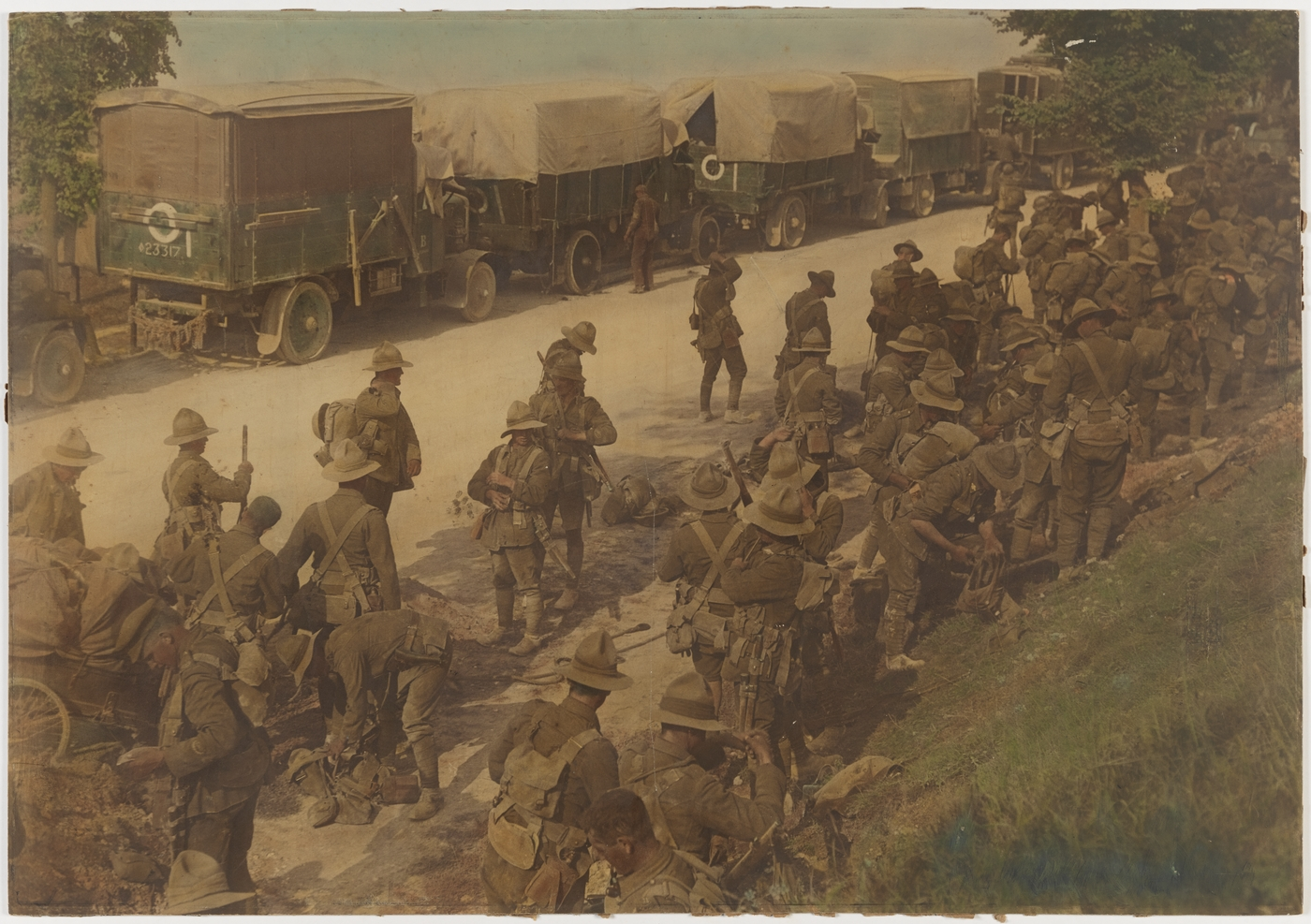
Piechota zmotoryzowana w trakcie I wojny światowej

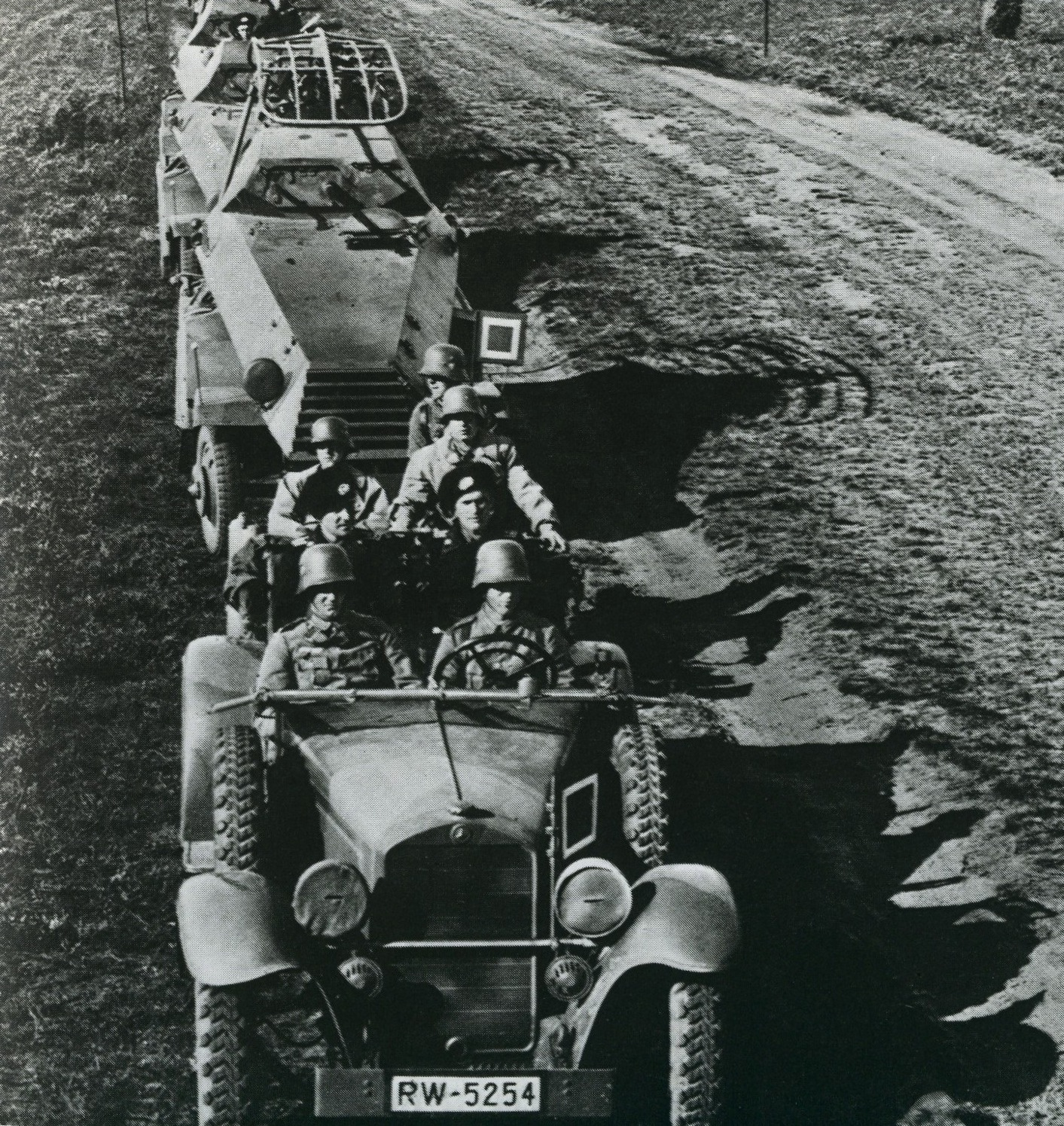
Niemiecka piechota zmotoryzowana w 1935 r.

Założeniem powstania piechoty zmotoryzowanej było, aby mogła ona nadążyć za szybko nacierającymi czołgami i ochraniać je przed atakiem przeciwnika. Podczas I wojny światowej pierwsze ataki czołgów, przeprowadzone z powodzeniem, przerywały silnie umocnione linie przeciwnika, spychając go w głąb terytorium. W następstwie szybkiego poruszania się czołgów klasyczna piechota nie nadążała za pojazdami. Pozostawione bez osłony czołgi zaczęły ponosić straty od przeciwnika, który w międzyczasie zdążył ochłonąć lub podciągnąć odwody i natarcie załamywało się. 
Piechota, początkowo przewożona ciężarówkami, była w stanie nadążyć za czołgami i w razie potrzeby szybko przyjść im z pomocą. Z drugiej strony nieosłaniane ciężarówki byłyby łatwym celem dla przeciwnika.
Doświadczenia wojenne i rozwój techniki bojowej spowodował powstanie opancerzonych wozów bojowych. Transportery często miały zespoły gąsienic napędowych ułatwiających poruszanie w terenie. Pojazdy te poza funkcją transportową posiadały pancerz, chroniący żołnierzy przed ostrzałem z broni ręcznej i odłamkami granatów. Szeroko stosowane transportery opancerzone, w tym najsłynniejszy niemiecki transporter Sd.Kfz.251 były źródłem sukcesów armii niemieckiej w operacjach typu Blitzkrieg. Często wyposażano transportery opancerzone w jeden lub więcej karabinów maszynowych, lekkie działa lub moździerze. W czasie II wojny powstały transportery w wielu odmianach, od pojazdów transportowych – Sd.Kfz.7, do pojazdów posiadających możliwość zwalczania czołgów lub samolotów.

## Piechota zmotoryzowana w Polsce
Współczesne pododdziały polskiej piechoty zmotoryzowanej:
Pododdziały 12 Brygady Zmechanizowanej
- 1 batalion piechoty zmotoryzowanej –  Szczecin
- 14 batalion Ułanów Jazłowieckich (2 batalion piechoty zmotoryzowanej) – Stargard
- 3 batalion piechoty zmotoryzowanej – Stargard

Pododdziały  17 Brygady Zmechanizowanej
- 1 batalion piechoty zmotoryzowanej Ziemi Rzeszowskiej im. płk. dypl. Beniamina Piotra Kotarby – Międzyrzecz
- 7 batalion Strzelców Konnych Wielkopolskich (2 batalion piechoty zmotoryzowanej) – Wędrzyn
- 15 batalion Ułanów Poznańskich im. gen. broni Władysława Andersa (3 batalion zmotoryzowany) – Wędrzyn